# Menhir du Perron

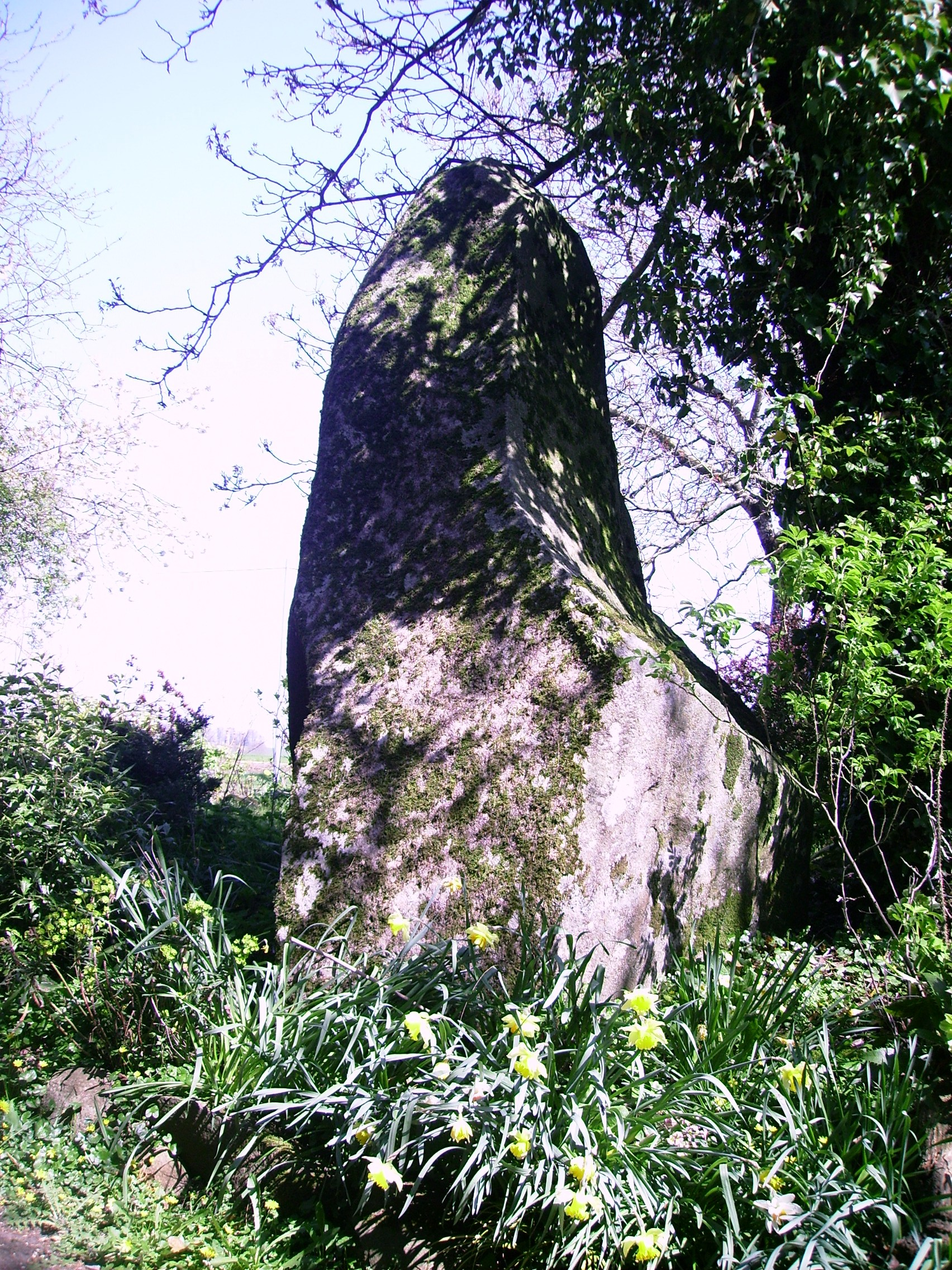
Menhir du Perron

Der Menhir du Perron steht südlich von Passais im Süden des Département Orne in der Normandie in Frankreich.
Der mindestens 3,0 Meter hohe flechtenbewachsene Menhir steht in einem privaten Garten, etwa 30 Meter von der Straße D 835 entfernt. In der Nähe liegen zwei weitere große Steine, die nicht zum Menhir gehören, sondern als Gartenelement dorthin gelegt worden sind.
Der Stein ist seit 1926 als Monument historique eingestuft.
Etwa zwei Kilometer nördlich liegt die Allée coudé La Table au Diable.